# بصرفوت
بصرفوت كان حصن يقع في جبل بني عليم في شمال غرب سوريا.

## تاريخ
في مارس 1104، استولى بوهيموند الأول حاكم أنطاكية على مساحات شاسعة من الأراضي التابعة لفخر الملك رضوان، بما في ذلك بصرفوت. في عام 1118، تم القبض على جيفري الأبيض، حاكم بصرفوت، من قبل بني عليم وتم اقتياده كسجين إلى حلب. في عام 1126، استولت قوات حاكم حلب بدر الدولة سليمان على جوتفريد بلانك من بصرفوت. بعد ذلك، استولى نور الدين زنكي على المنطقة التي دافع عنها فرسان الإسبتارية في عام 1147.
الحصن يقع في منطقة بزابور حالياً، لكنها أصبحت في حالة خراب في القرن الرابع عشر.